# Ejnar Horwalt
Ejnar Horwalt (till 1941 Howalt), född 28 november 1891 i Nakskov, död 27 november 1953, var en dansk författare.
Horwalt var en tid bokhandelselev men blev sedan journalist. Under 1930-talet skrev han en del satiriska skådespel, riktade mot samhället och det socialdemokratiska partiet. Bland dessa hade Hvis jeg havde Penge (1937) först framgångar. Bland Horwalts övriga dramatiska produktion märks Nu dages det, Brødre (1933) med elak karikatyr av Thorvald Stauning, Sørensen, eller hvad med Retfæardigheden (1936), Jeg skal ha' et Barn (1938) och Asfalten synger (1940).